# Siostrzyczki (film)
Siostrzyczki – amerykańska tragikomedia z 2002 roku.

## Obsada
- Goldie Hawn – Suzette
- Susan Sarandon – Lavinia Kingsley
- Geoffrey Rush – Harry Plummer
- Erika Christensen – Hannah Kingsley
- Robin Thomas – Raymond Kingsley
- Eva Amurri – Ginger Kingsley
- Matthew Carey – Jules
- Andre Ware – Jake

## Fabuła
Dwie siostry Suzette i Lavinia spotykają się po 20 latach. Suzette żyje jak dawniej - szybko, beztrosko i bez pracy. Lavinia zmieniła się - jest żoną adwokata, matką dwóch córek. To spotkanie może być szokiem.

## Nagrody
Złote Globy 2002
- Najlepsza aktorka w komedii/musicalu – Goldie Hawn (nominacje)